# Mahakuta

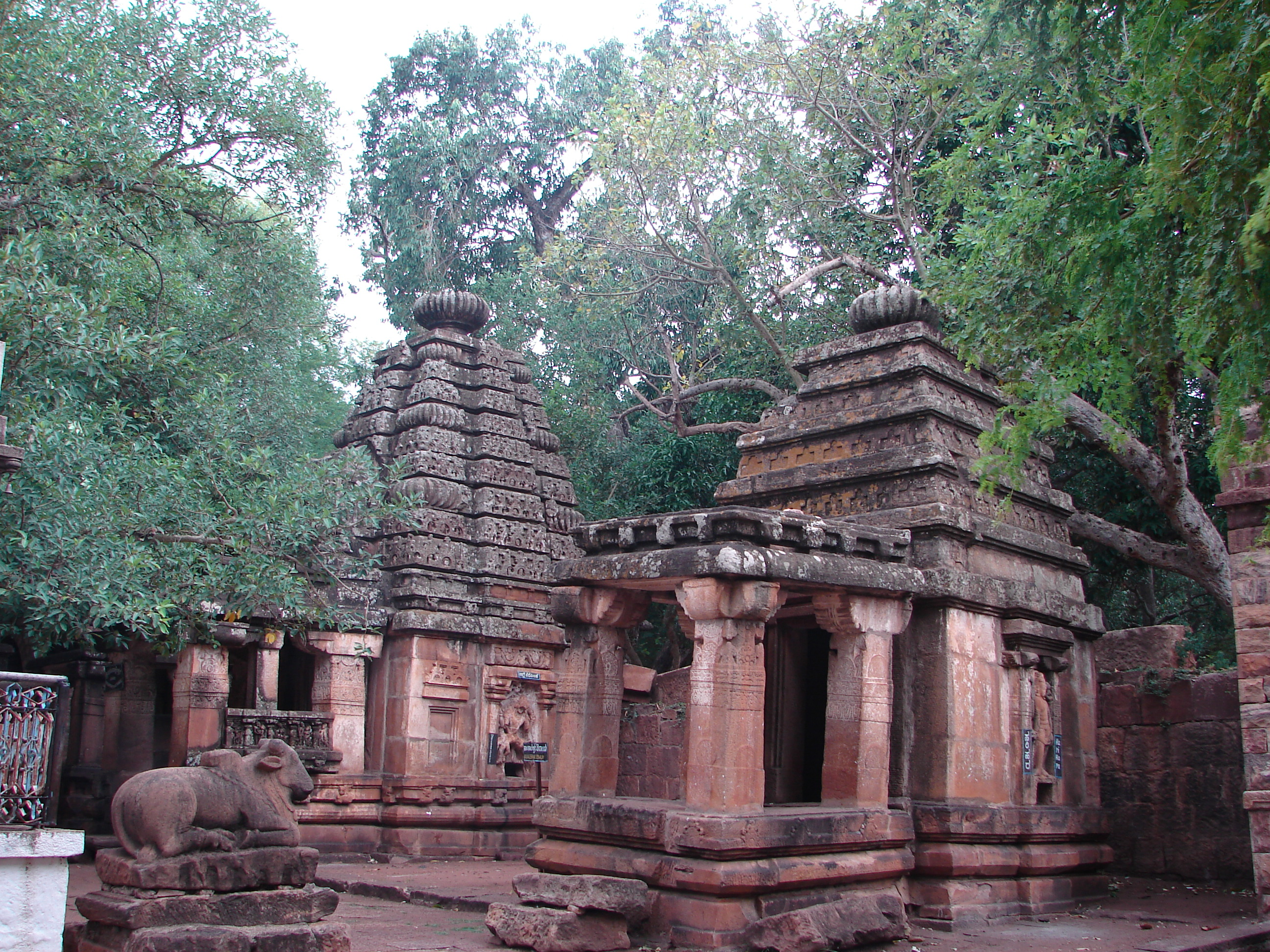
Mahakuta – Vishnu-Tempel mit Shikhara-Turm im Hintergrund. Der Shiva geweihte Kalakalesvara-Tempel im Vordergrund hat dagegen einen pyramidalen Dachaufbau (vimana); ein Nandi-Stier blickt auf den Shiva-Lingam im Tempelinnern.

Mahakuta ist ein bedeutender hinduistischer Tempelkomplex bestehend aus etwa 15 kleineren bis mittelgroßen Tempelbauten im indischen Bundesstaat Karnataka.

## Lage
Mahakuta liegt im Distrikt Bagalkot im Norden Karnatakas in einer Höhe von etwa 645 m ü. d. M. Der Ort ist etwa 14 km in östlicher Richtung von Badami entfernt und ist mit Bussen, Taxis oder einem gemieteten Fahrrad gut zu erreichen. Der Tempelkomplex liegt in einem üppig grünen, wasser- und baumreichen Talkessel. Im Zentrum der Anlage befindet sich ein von Mauern eingefasster und stets mit Wasser gefüllter Tempelteich.

## Geschichte
Über die frühe Geschichte der Tempelstätte mit ihren etwa 15 Tempeln ist nur wenig bekannt; ein – seit dem frühen 20. Jahrhundert im Adil-Shahi-Museum von Vijayapura aufgestellter – Inschriften-Pfeiler aus Mahakuta wird in die Zeit um 600 datiert – aus dieser Zeit sind jedoch keine Tempel mehr erhalten. Eine andere Inschrift mit Angaben über eine Stiftung (Edelsteine, silberner Ehrenschirm und ein Stück Land) zugunsten des Mahakutesvara-Tempels (s. u.) ist dort aufgestellt und stammt aus der Zeit um 700. Aufgrund ihrer baulichen Gestalt und ihres eher einfachen Dekors werden die meisten noch erhaltenen Tempelbauten der Chalukya-Zeit (2. Hälfte des 7. Jh.) zugeordnet – sie wurden also in etwa gleichzeitig mit den Bauten in Aihole errichtet.

## Tempel
Die Tempelbauten von Mahakuta bestehen zumeist nur aus einer Cella (garbhagriha) und einer kleinen, flachgedeckten Säulenvorhalle (mandapa) – eine Längen- oder Breitenausdehnung, wie sie bei den etwas früheren, teilweise auch gleichzeitigen Tempeln von Aihole zu beobachten ist, ist in Mahakuta nicht festzustellen. Außerdem sind die Tempel von Mahakuta aus – zumeist großen und glatt behauenen – Steinblöcken gemauert; die für die frühe Architektur von Aihole so wichtigen Pfeiler spielen in Mahakuta keine Rolle.
Im Unterschied zu den etwa gleichzeitigen Tempelbauten in Aihole verfügen die erhaltenen Tempel von Mahakuta in der Regel über einen Turmaufbau oberhalb der Cella, wobei zwei Bautypen vorkommen: ein hochaufragender Shikhara-Turm mit kissen- oder kürbisförmigen Schlussstein (amalaka) im nordindischen Nagara-Stil oder ein insgesamt flacheres Pyramidendach (vimana) mit einem kuppelartigen Schlussstein im südindischen Dravida-Stil. Den Shikharas fehlt jedoch noch der im Norden Indiens um 800 auf Tempeldächern üblich werdende krug- oder vasenartige Aufsatz (kalasha).
Nahezu alle Tempel stehen auf einer – das aufstehende Bauwerk von Überschwemmungen und freilaufenden Tieren schützenden – Sockelzone, die gleichzeitig eine 'Erhöhung' des Tempels im übertragenen Sinne bewirkt; Ansätze zu einer Plattform (jagati) sind jedoch nicht erkennbar. Die meisten Tempel von Mahakuta sind nach Osten orientiert; die Namensendung -esvara sowie die vielen Nandi-Skulpturen lassen darauf schließen, dass sie dem Gott Shiva geweiht waren.

### Vishnu-Tempel
Die Cella des – möglicherweise Vishnu in seiner Inkarnation als Narasimha geweihten – Tempels ist aus großen, exakt behauenen Steinblöcken zusammengefügt und im Äußeren durch Wandnischen gegliedert. Der zu den ältesten weitgehend erhaltenen Exemplaren seiner Art gehörende Shikhara-Turm nimmt die Außenwandgliederung der Cella auf und strebt – leicht kurvilinear gekrümmt – himmelwärts. Die massiv wirkenden Pfeiler der Vorhalle sind nur in der oberen Hälfte mit Flachreliefs geschmückt; hier finden sich vegetabilische Motive und Girlanden, aber auch zwei Vögel (Gans und Pfau) sind zu erkennen. Das Dekor des leicht zurückgestuften Portalgewändes ist ebenfalls recht einfach gestaltet: Die üblichen Ganga- und Yamuna-Figuren fehlen, aber immerhin finden sich einige Relieffiguren (rechts: Frauengestalt, Baum und Wächter; links: Liebespaar, Baum und Asket mit langem Strähnenhaar). Die Innenwände des Sanktums – mit einem später hier aufgestellten Shiva-Lingam – sind ungegliedert und undekoriert.

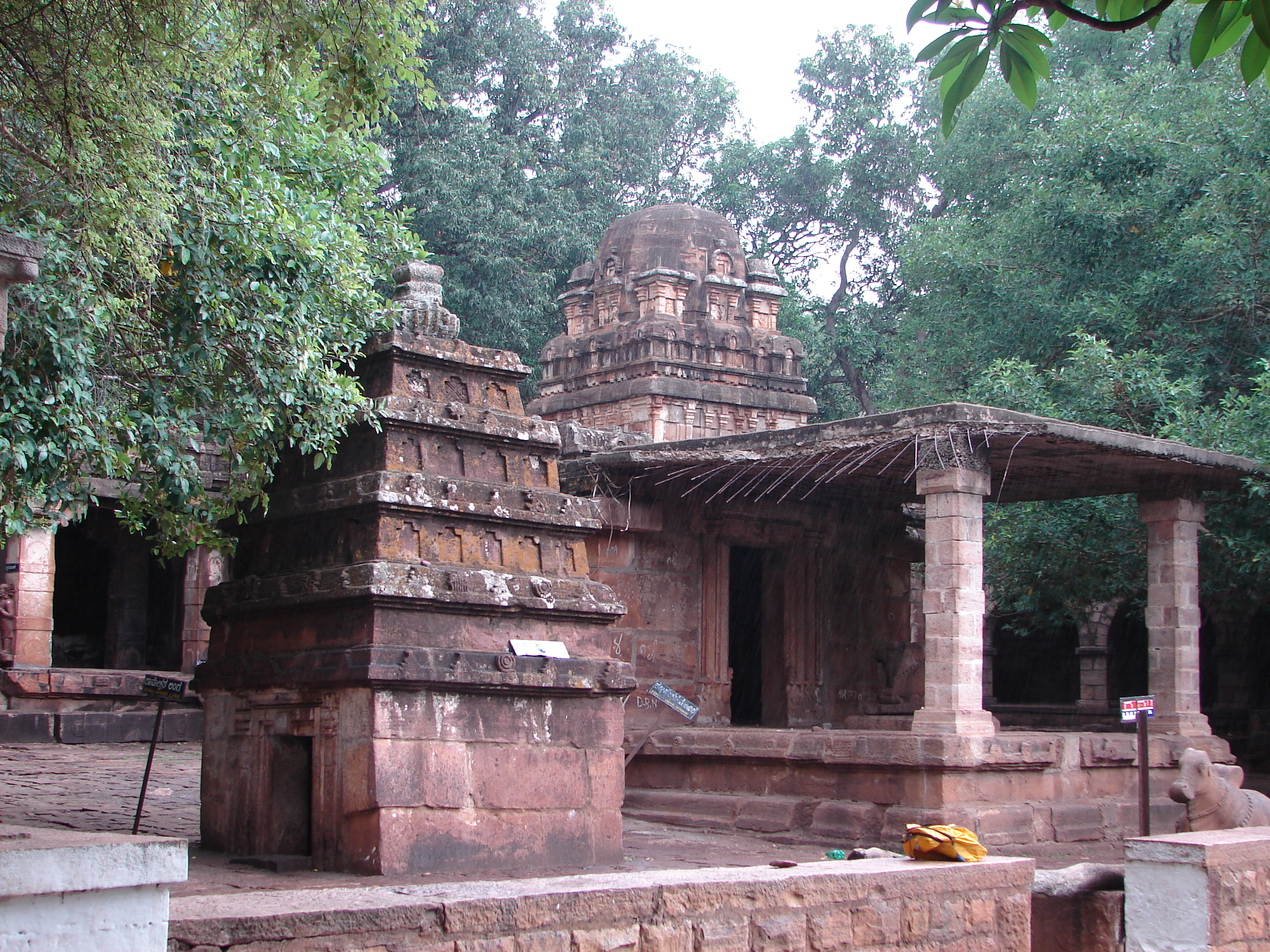
Mahakuta – Mallikarjuna-Tempel (rechts)

### Mallikarjuna-Tempel
Der Mallikarjuna-Tempel unterscheidet sich deutlich von den meisten anderen Tempeln im Tempelkomplex von Mahakuta. Eine vergleichsweise langgestreckte Vorhalle (mandapa) ruht auf zwei schlanken Pfeilern und ist mit Holz und Schilf gedeckt; darauf ruhen flache Steinplatten. Die heutige Konstruktion stammt jedoch aus späterer Zeit; ob sie einen älteren, kleineren Vorbau ersetzt hat, ist unklar – die ca. 3,20 m vom Portal entfernten Stützpfeiler und die Außenmaße der Plattform machen dies jedoch eher unwahrscheinlich. Das Dach der Cella ist mehrfach gestuft und schließt mit einer kuppelartigen Konstruktion ab, die deutliche Einflüsse aus der südindisch-dravidischen Tradition zeigt. Diese Einflüsse finden sich auch an dem kleinen Schrein im Vordergrund sowie am Mahakutesvara-Tempel.

### Sangamesvara-Tempel

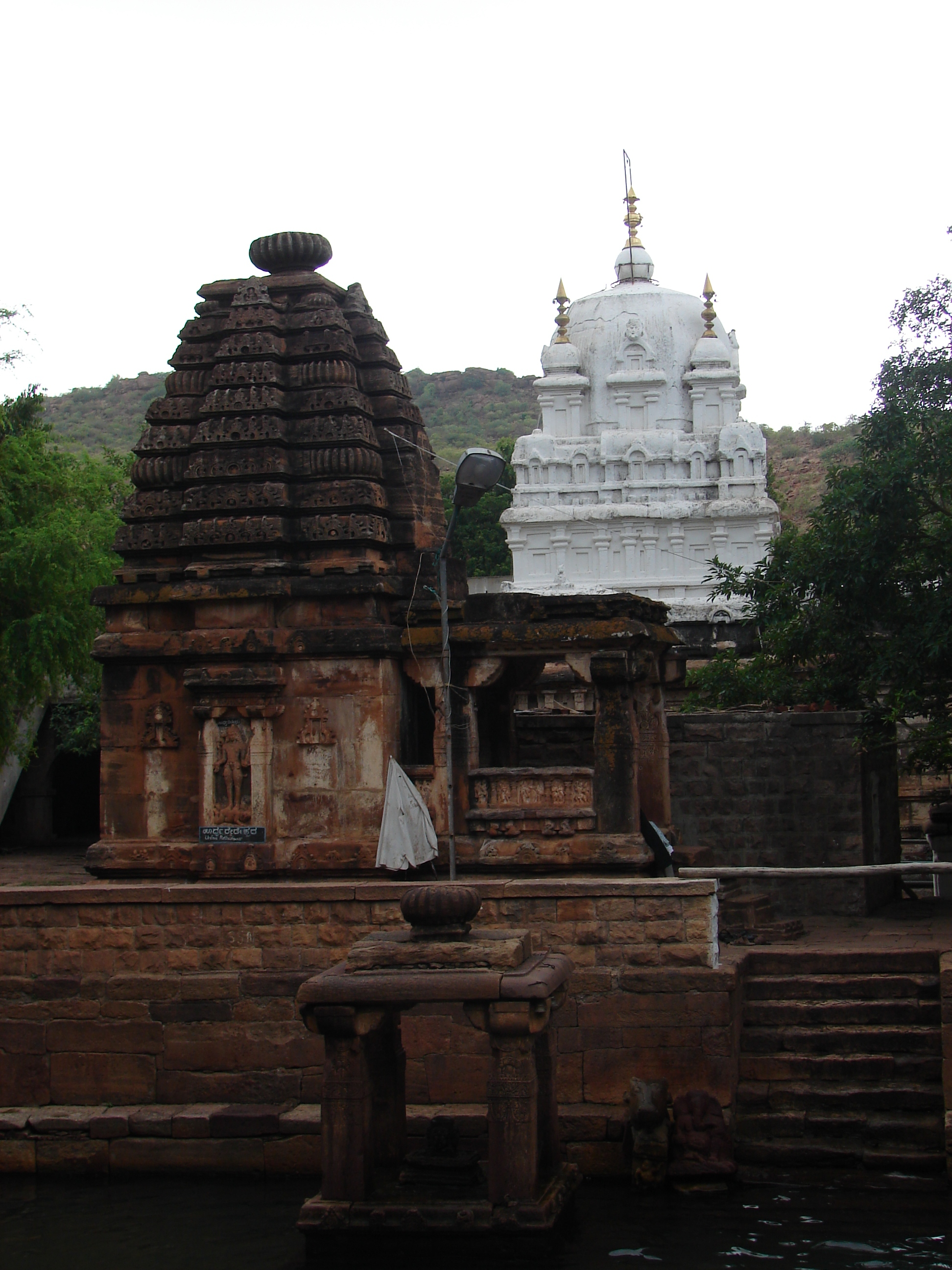
Mahakuta – im Vordergrund der Teich Vishnu Pushkarni mit dem kleinen Schrein für einen viergesichtigen Shiva-Lingam; am Ufer der Sangamesvara-Tempel; dahinter der weißgetünchte Mahakutesvara-Tempel

Der Sangamesvara-Tempel steht unmittelbar am großen Tempelteich im Zentrum des Tempelkomplexes. In seinem Aussehen (flachgedeckte Vorhalle und Shikhara-Turm über der Cella) unterscheidet er sich kaum vom Vishnu-Tempel; er ist jedoch etwas größer dimensioniert und feiner gearbeitet. Die Nische an der südlichen Außenwand enthält ein schönes Standbild Shivas als Lakulisha oder aber als Pashupati: Der nur zweiarmig dargestellte Gott steht auf dem Rücken einer zu Boden gezwungenen Dämonenfigur; sein Penis ist erigiert; eine Hand hält eine Axt, die andere ist geöffnet; das lange Haar des Gottes ist gelockt und hängt bis auf die Schultern herab. Auch die ebenfalls nur zweiarmigen Götterbildnisse der beiden anderen Außenwandnischen – Ardhanarishvara (mit insgesamt eher weiblichen Formen) und Harihara – sind von außergewöhnlicher künstlerischer Qualität. Ein steinerner Nandi-Bulle liegt vor dem Tempeleingang und blickt auf den Shiva-Lingam im Innern der undekorierten Cella.

### Mahakutesvara-Tempel
Der ebenfalls Shiva geweihte Mahakutesvara-Tempel hat einen – heute weißgetünchten – Dachaufbau im südindischen Dravida-Stil. In der Nähe wurden mehrere Steinskulpturen (u. a. Krishna, Durga als Töterin des Büffeldämons (mahisasurmardini) sowie mehrere Lingams und Nandis) aufgestellt; auch ein aus dem 16. oder 17. Jahrhundert stammender marmorner Tempelpavillon in islamischen Stilformen findet sich. Im Vorraum ist die bereits genannte, aus der Zeit um 700 stammende, Tafel mit einer Stiftungsinschrift aufgestellt. In einem überdachten Schuppen steht ein hölzerner Tempelwagen (ratha) wie er in Süd- und Ostindien häufig bei Prozessionen eingesetzt wird.

### Andere Tempel
Die übrigen Tempel (Kalakalesvara, Chandrakeshava, Pinakapani u. a.) ähneln zumeist den bereits genannten im Nagara-Stil. Im großen Tempelteich (Vishnu Pushkarini = 'Lotusbecken Vishnus') steht ein kleinerer Schrein mit einem viergesichtigen Shiva-Lingam (chaturmukhalinga), der die alle Himmelsrichtungen, d. h. die ganze Welt umfassende Universalität Shivas versinnbildlicht.

## Bedeutung
Abgesehen von seiner kulturhistorischen Bedeutung als wichtiges Bindeglied zwischen nord- und südindischen Bautraditionen und Denkweisen bietet der vom Tourismus weitgehend unberührte Tempelkomplex von Mahakuta eine Vielzahl von Einblicken in den zwanglosen Umgang vieler Inder mit ihrem kulturellen Erbe.